# Daniel Schnyder (Eishockeyspieler)
Daniel Schnyder (* 21. Juni 1985 in Zürich) ist ein ehemaliger Schweizer Eishockeyspieler, der zwischen 2004 und 2016 für die ZSC Lions aktiv war.

## Karriere
Daniel Schnyder begann seine Karriere als Eishockeyspieler in der Jugend der GCK Lions, für deren Profimannschaft er in der Saison 2001/02 sein Debüt in der Nationalliga B gab. Nach weiteren zwei Spielzeiten bei den GCK Lions in der NLB debütierte der Verteidiger in der Saison 2004/05 in der Nationalliga A, für die ZSC Lions, wobei er in seinem Rookiejahr in neun Spielen auf dem Eis stand. In der Saison 2008/09 gewann der Linksschütze mit seiner Mannschaft die neugegründete Champions Hockey League, nachdem er sich mit seinem Team im Finale gegen den HK Metallurg Magnitogorsk aus der Kontinentalen Hockey-Liga durchsetzte. Am 31. März 2016 wurde sein Karriereende bekanntgegeben, nachdem er in der Saison 2015/16 wegen einer Hirnerschütterung in keiner Partie zum Einsatz gekommen war. Innerhalb von zwölf Jahren bestritt er 549 Spiele in der NLA und gewann mit den ZSC Lions dreimal die Meisterschaft (2008, 2012, 2014). 

### International
Für die Schweiz nahm Schnyder an der U18-Junioren-Weltmeisterschaft 2003 sowie der U20-Junioren-Weltmeisterschaft 2005 teil.

## Erfolge und Auszeichnungen
- 2008 Schweizer Meister mit den ZSC Lions
- 2009 Champions-Hockey-League-Gewinn mit den ZSC Lions
- 2009 Victoria-Cup-Gewinn mit den ZSC Lions
- 2012 Schweizer Meister mit den ZSC Lions
- 2014 Schweizer Meister mit den ZSC Lions

## NLA-Statistik
(Stand: Ende der Saison 2010/11)